# فدور ویتسو
فِدور ویتسو (اسلواکی: Fedor Vico؛ زادهٔ ۹ نوامبر ۱۹۴۴) کاریکاتوریست اهل کشور اسلواکی است.